# Episodi di Bleach (nona stagione)
La nona stagione dell'anime Bleach si intitola saga del nuovo capitano Shūsuke Amagai (BLEACH 新隊長天貝繍助篇?, Burīchi: Shin taichō Shūsuke Amagai hen) ed è composta dagli episodi che vanno dal 168 al 189, in cui sono narrati eventi non presenti nel manga omonimo di Tite Kubo. La regia delle puntate è di Noriyuki Abe e sono prodotte da TV Tokyo, Dentsu, e Pierrot. La trama è incentrata sul nuovo capitano della Terza Divisione, Shūsuke Amagai, e sul mistero che circonda il clan Kasumiōji, una delle famiglie nobili della Soul Society. Da questa stagione il rapporto d'aspetto passa dal 4:3 al 16:9. La nona stagione è andata in onda in Giappone dal 23 aprile 2008 al 7 ottobre 2008 su TV Tokyo. L'edizione italiana è stata pubblicata su Prime Video il 25 febbraio 2022, ad eccezione dell'episodio 171, che è stato pubblicato il 5 marzo 2022 e dell'episodio 188, che è stato pubblicato invece il 3 marzo 2022 sulla piattaforma streaming.
La nona stagione di Bleach utilizza tre sigle: una di apertura, Chu-Bura di Kelun, e due di chiusura, Orange di Lil'B (episodi 168-179) e Gallop di pe'zmoku (episodi 180-189).

## Lista episodi
| Nº  | Titolo italiano Giapponese 「Kanji」 - Rōmaji | In onda           | In onda          |
| Nº  | Titolo italiano Giapponese 「Kanji」 - Rōmaji | Giapponese        | Italiano         |
| 168 | Arriva un nuovo capitano, il suo nome è Shusuke Amagai! 「新隊長登場！その名は天貝繍助」 - Shin taichō tōjō! Sono na wa Amagai Shūsuke | 23 aprile 2008    | 25 febbraio 2022 |
| 168 | Tra la diffidenza degli altri capitani e il malcontento degli uomini, alla Terza Divisione del Gotei 13 viene assegnato un nuovo capitano, Shūsuke Amagai, ed un nuovo terzo seggio, Makoto Kibune. Dietro suggerimento di Matsumoto, Kira organizza una festa in onore del capitano perché rompa il ghiaccio con gli uomini della divisione, ma questi sviene al primo bicchiere di sakè. Yamamoto ordina alla Terza Divisione di occuparsi di trenta Menos Grande apparsi nel Dangai e le cose vanno bene fino alla comparsa del Kototsu, lo spazzino del Dangai; sebbene ancora ubriaco, Amagai riesce a distruggere il Kototsu ma poi sviene di nuovo. |                   |                  |
| 169 | Un nuovo sviluppo! Si trasferiscono studenti pericolosi! 「新展開､危険な転校生現る！」 - Shin tenkai, kiken na tenkōsei arawaru! | 7 maggio 2008     | 25 febbraio 2022 |
| 169 | Dalla Soul Society si trasferiscono sulla Terra la principessa Rurichiyo Kasumiōji e i suoi servitori Kenryu ed Enryu. La principessa scappa alla custodia dei due ed incontra fugacemente Ichigo durante un combattimento con un gran numero di Hollow. I tre si trasferiscono nella casa vicino a quella di Ichigo ma innalzano una barriera per evitare di rispondere alle sue domande e, il giorno seguente, entrano a far parte tutti e tre della classe di Ichigo. |                   |                  |
| 170 | Lotta all'ultimo sangue al chiar di luna, un assassino misterioso e una Zanpakuto 「月夜の死闘、謎の刺客と斬魄刀」 - Tsukiyo no shitou, nazo no shikaku to zanpakutō | 14 maggio 2008    | 25 febbraio 2022 |
| 170 | Dopo aver parlato un po' con Rurichiyo in classe, Ichigo diventa molto sospetto, e vorrebbe entrare di notte nella loro casa. Ma quella notte Kurosaki e Rukia incontrano un assassino che vuole uccidere Rurichiyo il quale ha l'abilità di usare la propria Zanpakutō come uno specchio, ed accecare i nemici con i raggi del sole, Ichigo una volta capito il trucco facilmente lo sconfigge, e gli vorrebbe fare delle domande ma questi si uccide. Parlando con Kenryu questi rivela che Rurichiyo è la principessa del nobile clan dei Kasumiōji, e che Kumoi, l'uomo che si occupa degli affari della famiglia, vuole che la principessa muoia, affinché diventi il capo del clan, e sta uccidendo altri membri della casata che tentano di ostacolarlo per consolidare il proprio potere. Kenryu chiede quindi ad Ichigo di aiutarlo a proteggerla e lui accetta di buon grado. |                   |                  |
| 171 | Fiori scarlatti in piena fioritura 「咲き乱れる紅の華」 - Kenryu, sakimidareru beni no hana | 21 maggio 2008    | 5 marzo 2022     |
| 171 | Ichigo porta la principessa Rurichiyo a visitare il mondo reale, e così Rurichiyo conosce varie cose che prima non sapeva, e va a pranzo da Ichigo. Kenryu ed Enryu all'improvviso vengono a casa di Ichigo, dicendo che non deve costringere alla principessa di mangiare cibo che fanno i contadini. Rurichiyo, arrabbiata, poiché non può fare tutto ciò che vuole ed è sempre controllata dai due Shinigami, se ne va da casa e poi incontra Orihime e le due parlano. Un assassino arriva e tenta di uccidere Rurichiyo, ma in suo aiuto arrivano Kenryu ed Enryu, dove Kenryu per la prima volta usa il suo Shikai, che consiste mettere dei fiorellini nella spada avversaria, ma vista la sua inutilità l'assassino subito si libera, ed arrivano in loro aiuto Ichigo e Rukia. Ichigo sconfigge facilmente l'assassino ma non riesce ad avere informazioni perché questo si suicida. Il mattino seguente Kenryu ed Enryu svegliano Ichigo dicendo che Rurichiyo è stata rapita. |                   |                  |
| 172 | Kibune scende in campo, infuria un vento di tempesta! 「貴船出陣！吹き荒れる烈風」 - Kibune shutsujin! Fukiareru reppuu | 28 maggio 2008    | 25 febbraio 2022 |
| 172 | Shūsuke Amagai chiede a Kira e alla Terza Divisione di fare degli esercizi per migliorare il loro lavoro di squadra, come ad esempio catturare un gatto dei nobili, oppure aggiustare i muri della Soul Society o combattersi tra di loro. Kira si lamenta e chiede come mai Amagai fa fare questi lavoretti alla sua squadra, e lui dice che Gin Ichimaru aveva troppa influenza su questa squadra, e che quindi vuole che loro facciano dei lavori di squadra per migliorare e per riavere fiducia nel loro capitano. Infatti la squadra poi apprezzerà di più il loro capitano. Izuru teme che Makoto Kibune possa prendergli il posto come vice capitano, perché lui è più brillante di Kira. Dopo un po', lui e Makoto vanno insieme a perlustrare la Soul Society, dove incontrano uno Shinigami chiamato Seko Shinta, il terreno cede e tutti e tre cadono, e qui incontrano degli Hollow in gabbia e li uccidono. Seko però viene assorbito da un Hollow e mentre Kibune lo vuole uccidere visto che lo considera spazzatura vista la sua scarsa abilità, Kira lo vuole proteggere. Makoto lo attacca e Izuru blocca l'attacco. I due vengono fermati dall'arrivo di Amagai, che gli domanda come mai si trovassero li e i due spiegano che il terreno è ceduto da solo, Mayuri Kurotsuchi arriva e dice che gli Hollow erano suoi per le ricerche. |                   |                  |
| 173 | L'arrivo del malvagio! L'oscurità nel casato Kasumioji 「巨悪の登場！霞大路家の闇」 - Kyo aku no toujou! Kasumioji ka no yami | 4 giugno 2008     | 25 febbraio 2022 |
| 173 | Rurichiyo va alla Soul Society, e viene salutata dai membri della famiglia ed anche Kumoi, e nella Soul Society vanno pure Rukia, Ichigo, Kenryu ed Enryu. Questi ultimi vengono intrappolati da Kumoi e chiusi in una stanza. Ichigo trova facilmente Rurichiyo, ma le guardie gli danno la caccia perché non lo conoscono. Rurichiyo è andata alla Soul Society per trovare l'amica Sacchi, che è costretta a sposarsi con un uomo che non ha mai visto in faccia. Kumoi parla con Hanza per dirgli di uccidere la principessa ora che è da sola e manda un suo assassino, che si trasforma in bambina e tenta di uccidere Rurichiyo, che però viene salvata dal capitano dell'Undicesima Divisione Kenpachi Zaraki, che era venuto lì solo per salutare Ichigo. Zaraki elimina facilmente l'assassino. Rukia chiede a Zaraki di non raccontare a nessuno questa faccenda della principessa, essendo una missione segreta, e lui acconsente anche perché non ha capito molto. Hanza sprigiona la sua reiatsu ed è impressionato che Ichigo non abbia paura di lui. |                   |                  |
| 174 | Infrangi il confine dello specchio! Ichigo imprigionato 「鏡の境界を破れ！捕らわれの一護」 - Kagami no kyoukai wo yabure! Toraware no Ichigo | 11 giugno 2008    | 25 febbraio 2022 |
| 174 | Kumoi quindi decide che l'erede di Rurichiyo è il suo fidanzato Kannogi Shu, perché ormai lei non sta più nella Soul Society e quindi lui può diventare l'erede. Molti della famiglia Kasumioji sono contrari a questa scelta, dicendo che il capo è sempre stata una donna, ma in seguito Kumoi li fa assassinare per avere il potere totale sulle decisioni della famiglia. Urahara chiama Ichigo e compagni e dice che ultimamente le scorte spirituali stanno scarseggiando e questo avviene da quando è comparsa la principessa sulla Terra. Hanza porta un gruppo di assassini sulla Terra per uccidere la principessa, ma Chad, Ishida, Orihime, e Rukia eliminano tutti gli assassini. Hanza si presenta ad Ichigo come Nukui Hanza, e usa la Bakkōtō che Ichigo ha già visto in passato contro un altro assassino, la Bakkōtō Saiga, che ha il potere se riesce a colpire gli occhi dell'avversario, di accecare momentaneamente. Hanza dice ad Ichigo che lui è più forte di quell'assassino, e più forte è il possessore di questa Bakkōtō, più forte è il suo potere. Infatti oltre che accecare ha anche una seconda abilità: quella di intrappolare il nemico in un'altra dimensione. Ichigo viene salvato da Yoruichi, e Hanza vedendo che tutti gli altri assassini sono stati uccisi fugge. Il giorno seguente, Kumoi annuncia che il capo della famiglia Kasumioji diventa Kannogi, il fidanzato di Rurichiyo. |                   |                  |
| 175 | L'assassino vendicativo, Ichigo è preso di mira! 「復讐の刺客、狙われた一護」 - Fukushuu no shikaku, nerawareta Ichigo | 18 giugno 2008    | 25 febbraio 2022 |
| 175 | Hanza va da Kumoi per chiedere un'altra possibilità contro Ichigo, Kumoi gli chiede che se è veramente determinato, gli deve dare una prova, dunque l'assassino si fa assorbire l'energia vitale e si fonde con la Bakkōtō. Kumoi quindi vedendolo determinato accetta, e Hanza presenta suoi tre amici assassini che l'aiuteranno nell'impresa e sono Douko Jinnai, Kuzu Ryu, Genga, e Kumoi dà a loro delle Bakkōtō per potenziarli. Rurichiyo parla con Ichigo e gli spiega che, per colpa sua, molte persone sono state punite. Arrivano nel mondo reale Hanza e i suoi seguaci, e quindi Hanza va da Ichigo e i due si allontanano per combattere, e Ichigo usa subito il Bankai, mentre Rurichiyo capisce che è causa sua se ci sono tanti assassini, poi Dōko incontra Rukia, Kuzu incontra Ishida, e Genga incontra Chad. |                   |                  |
| 176 | Il mistero degli assassini consumati dalle spade 「怪奇！刀を喰う暗殺者」 - Kaiki! Gatana wo kuu ansatsu sha | 25 giugno 2008    | 25 febbraio 2022 |
| 176 | Rukia affronta uno dei assassini, Jinnai Doukou, il quale avrebbe voluto uccidere Rurichiyo. Rukia riesce a colpirlo ma senza sortire gli effetti desiderati, perché Jinnai, mangiando la sua Bakkōtō, diventa sempre più potente, e lancia delle lame dal proprio corpo contro Rukia. Ishida combatte contro Ryu Kuzu, e la sua Bakkōtō ha l'abilità di trasformare tutto in nebbia e di rendere l'utilizzatore parte di essa. Chad combatte contro Genba, anche se preferirebbe evitare l'inutile combattimento, risultando però costretto allo scontro. La Bakkōtō di Genba ha l'abilità di trasformare tutto in muro, come un assassino che ha combattuto in precedenza. Chad lo affronta trasformando il proprio braccio destro, costringendo Genba a sfoderare un'altra tecnica che gli permette di fondersi con i muri da lui creati. |                   |                  |
| 177 | Rukia al contrattacco, la lama selvaggia 「逆転のルキア！暴走する刀」 - Gyakuten no Rukia! Bousou suru katana | 25 giugno 2008    | 25 febbraio 2022 |
| 177 | Rukia riesce a colpire Jinnai con il Kido, e ad evitare i suoi attacchi, e con la sua seconda danza, Hakuren, riesce a ferire gravemente Jinnai, il quale riesce però a liberarsi, finendo poi per morire a causa dalla sua Bakkōtō, che gli risucchia tutta l'energia vitale. Ishida, anche se non vede nulla per la nebbia, prepara una trappola per il suo avversario Kuzu Ryu, usando lo Sprenger, e lo sconfigge, anche se viene a sua volta coinvolto nell'esplosione. Chad, che viene colpito più volte da Genba, usa il Brazo Derecho del Gigante come scudo contro gli attacchi di Genba, ed El brazo Izquierdo del Diablo per attaccare, uccidendo il nemico. Ichigo inizia a combattere contro Nukui Hanza, e con il proprio Bankai distrugge lo specchio della Bakkōtō di Hanza, il quale usa un altro potere di Saiza che imprigiona Ichigo in un'altra dimensione. |                   |                  |
| 178 | Incubo mostrato, Ichigo dentro lo specchio 「見せられた悪夢、 鏡の中の一護」 - Miserareta akumu, kagami no naka no Ichigo | 2 luglio 2008     | 25 febbraio 2022 |
| 178 | Ichigo è imprigionato in un'altra dimensione, dove ricorda tutta la sua infanzia e la morte di sua madre, però la visione è modificata e la madre prova ad ucciderlo. Ichigo dopo un po' si libera dalla dimensione, tornando a combattere contro Hanza. Ichigo diventa Hollow e riesce a ferire Hanza. Nukui spiega perché lui vuole combattere a tutti i costi, perché lui ha sempre servito la famiglia Kasumioji, lavorando nell'ombra, nelle missioni più pericolose, però poi è stato tradito dalla famiglia e vuole uccidere Lurichiyo, anche perché dice che una semplice bambina non merita di governare il clan. Hanza consuma troppo la sua energia vitale, perché dice che la sua reiatsu può sopportare tutte le Bakkōtō esistenti, ma esagera e diventa così potente che non riesce più a sopportare la Bakkōtō ed esplode. Nel frattempo nella Soul Society Ryu Kuzu, ferito gravemente, va a parlare con Kumoi, da cui vuole un'altra possibilità, ma l'uomo gliela nega, scatenando l'ira dell'assassino, il quale viene ucciso da Makoto Kibune, appena giunto. |                   |                  |
| 179 | Confronto?! Amagai contro il Gotei 13 「対立！？ 天貝VS護廷十三隊」 - Tairitsu!? Amagai VS Gotei juusan tai | 9 luglio 2008     | 25 febbraio 2022 |
| 179 | Amagai, al consiglio dei 13 capitani, chiede di fare in modo che le squadre cooperino tra di loro, ma Yamamoto rifiuta. Izuru parla con Kibune e gli chiede come mai Kibune sia entrato nella casa dei Kasumioji ultimamente, ma lui nega dicendo di non esserci mai stato. Un allarme suona e Kibune convince quelli della sua divisione a seguirlo, nonostante Kira preferisse aspettare il capitano. Il pericolo viene da alcuni Menos Grande apparsi nel Seireitei. Le squadre si mobilitano per combattere la minaccia ma non fanno altro che intralciarsi a vicenda. Yamamoto ha chiamato questi Menos, di cui in realtà hanno solo le sembianze, per vedere cosa avrebbe fatto Amagai in questa situazione, il quale avvisa i membri della sua squadra di guidare gli altri, riuscendo in questo modo a battere facilmente i Menos. Yamamoto decide quindi di accettare la proposta di Amagai. Intanto Kira nota Makoto in atteggiamenti strani durante la battaglia, ed in seguito mandare una farfalla a qualcuno. |                   |                  |
| 180 | La determinazione della principessa, una sposa addolorata 「姫の決意、哀しき花嫁」 - Hime no ketsui, kanashiki hanayome | 16 luglio 2008    | 25 febbraio 2022 |
| 180 | Kumoi ha già progettato il matrimonio tra Rurichiyo e il suo fidanzato Kannogi, che si terrà dopo due giorni. Rurichiyo, vedendo che Orihime sta guarendo Ishida e Chad, è triste e piange. Ichigo va a parlarle provando a confortarla e a dirle che non è colpa sua se Chad ed Ishida ora stanno male, ma Rurichiyo gli rivela di essere a conoscenza di tutto: ha capito che dietro a tutto questo c'è Kumoi, e che sta mandando questi assassini per ucciderla e prendere il comando della famiglia. La principessa inganna Ichigo e decide di andare alla Soul Society per sposarsi. Kenryu, Enryu, Rukia ed Ichigo decidono quindi di partire per la Soul Society. Rurichiyo da quando è arrivata nella Soul Society ha gli occhi spenti e senza alcun desiderio. Nel giorno del matrimonio, Ichigo e i suoi tre amici irrompono al matrimonio, gridando il nome di Rurichiyo ma lei non risponde, e loro vengono interrotti da Soifon che interviene per fermarli. |                   |                  |
| 181 | Seconda compagnia all'attacco! Ichigo circondato 「二番隊出撃！包囲された一護」 - Ni ban tai shutsugeki! Houi sareta Ichigo | 23 luglio 2008    | 25 febbraio 2022 |
| 181 | Ichigo prova a salvare Rurichiyo, ma Soifon interviene impedendoglielo. Enryu per la prima volta rilascia la sua Zanpakuto, che prende la forma di due grossi pugni, e distrugge il palazzo. Ichigo dice le vere intenzioni di Kumoi a Kannogi, e prova a parlare con Rurichiyo che sembra non riconoscerlo, dicendo che non è vero che Kumoi l'ha costretta. Rurichiyo lo attacca rivelandosi un impostore. Soifon affronta Ichigo, usando anche il suo Shikai, ma Rukia interviene e riesce a ostacolarla con il suo Shikai, riuscendo a fuggire con Ichigo nella residenza insieme a Kannogi, il quale afferma di essersi accorto a sua volta degli strani comportamenti di Rurichiyo. Soifon alla riunione dei capitani informa gli altri su quello che Ichigo ha fatto. Ukitake non sembra convinto delle parole di Soifon, mentre Yamamoto affida la missione di catturare Ichigo a Shūsuke Amagai. Soifon capisce le intenzioni di Kumoi e ne parla con Yamamoto ma lui non sembra affatto interessato. Ichigo e Rukia riescono a fuggire, usando un piano di Kannogi, che si offre come ostaggio, pertanto Soifon è costretta a farli passare. Kira parla con il proprio capitano di Kibune, dicendo che solo con lui si è confidato, ed Amagai gli dice di tenerlo sotto controllo. |                   |                  |
| 182 | La vera forza di Amagai, il rilascio della Zanpakuto! 「天貝(あまがい)の実力、斬魄刀(ざんぱきとう)解放！」 - Amagai no jitsuryoku, zanpakutō kaihou! | 30 luglio 2008    | 25 febbraio 2022 |
| 182 | La vera principessa Rurichiyo è catturata da Kumoi, perché quando lei venne nella Soul Society Kumoi mandò degli assassini per catturarla, e la tiene imprigionata in una stanza, dove incontra Kibune, che la informa che Ichigo è venuto nella Soul Society per salvarla. Kibune andandosene incontra uno Shinigami ubriaco, che però l'ha visto parlare con Rurichiyo e quindi lo uccide. Renji parla con Byakuya e gli dice perché non interviene e va a salvare sia Rukia che Ichigo, ma Byakuya dice che lui è contro chi disturba la pace della Soul Society, ed affida a Renji il pieno comando dell'operazione, così Renji può andare a cercarli. Ichigo, Rukia e Kannogi, una volta arrivati in superficie, fanno la conoscenza di Shūsuke Amagai. Ichigo lo affronta, Amagai usa anche il suo Shikai, e i due sembrano alla pari, ma sono interrotti da Kannogi Shū, che convince Amagai dicendogli che aveva seguito Ichigo e Rukia di sua spontanea volontà. Ichigo parla ad Amagai sia delle Bakkōtō, che del piano malvagio di Kumoi, ed il capitano gli crede affermando che il ragazzo gli sembra sincero; dunque Amagai decide di aiutarli nella ricerca della principessa. |                   |                  |
| 183 | L'oscurità avanza! La vera natura di Kibune 「動き出した闇！貴船(きぶね)の正体」 - Ugokidashi ta yami! Kibune no shoutai | 6 agosto 2008     | 25 febbraio 2022 |
| 183 | Amagai quindi decide di aiutare Ichigo ma a causa di ciò Yamamoto lo considera un criminale, in quanto il suo compito era di catturarlo. Ukitake e Kyoraku chiedono il permesso a Yamamoto di fare delle ricerche su la famiglia Kasumioji, ma lui rifiuta. Renji, che vuole aiutare Ichigo, affronta Iba, mentre Ikkaku, anch'egli dalla parte di Ichigo, affronta Hisagi. Rurichiyo riesce a fuggire, però è di nuovo catturata dagli assassini, in suo aiuto arriva Kira, che riesce ad eliminarne alcuni, ma uno scappa tenendo sulle spalle la principessa. Appare Kibune, e Kira capisce che dietro a tutte queste azioni c'è lui. |                   |                  |
| 184 | Kira e Kibune, scontro nella terza compagnia 「吉良と貴船、三番隊の攻防」 - Kira to Kibune, san ban tai no koubou | 20 agosto 2008    | 25 febbraio 2022 |
| 184 | Ukitake e Kyoraku sono preoccupati per quello che sta succedendo nella Soul Society, e si chiedono come mai Yamamoto non vuole che loro facciano delle indagini sulla famiglia Kasumioji. Ichigo, Rukia, Amagai e Shū stanno arrivando nella direzione in cui la principessa è catturata per salvarla. Kira combatte contro Kibune, e Izuru con il suo Shikai riesce ad appesantire l'arma di Kibune, ma è tutto inutile perché lo stesso riesce a farla muovere. Arrivano altri Shinigami della Terza Divisione e capiscono che Kibune è malvagio, e lui li vuole uccidere. Makoto dice che il suo obiettivo è diventare lo Shinigami più forte di tutti, perché lui voleva diventare importante, e visto che però non si curava dei più deboli, una volta diventato vice capitano lo hanno sollevato dall'incarico, e da allora si allena sempre per ottenere il rispetto. Anche lui ha una Bakkōtō, e con quella si prepara ad uccidere Kira. |                   |                  |
| 185 | Ghiaccio e fiamme! Il violento scontro tra Amagai e Hitsugaya 「氷と炎！天貝VS日番谷の激闘」 - Koori to honoo! Amagai VS Hitsugaya no gekitou | 27 agosto 2008    | 25 febbraio 2022 |
| 185 | Izuru combatte contro Kibune, però non riesce sempre ad evitarlo. Kira alla fine riesce a colpirlo, ma Kibune aumenta sempre di più la sua potenza. Kira è motivato a sconfiggerlo perché si ricorda del tradimento di Ichimaru e si impegna ad ucciderlo, e riesce a rompere la sua Zanpakutō, Kibune non riesce più a controllarsi e così muore. Ichigo e Amagai uccidono qualche assassino, prendendo Lurichiyo, ma purtroppo quella è falsa. Yoruichi rivela la verità circa il clan a Soifon ed Ukitake. Yamamoto, anche lui messo al corrente, ordina a tutte le squadre di non cercare più Ichigo e di assaltare la villa dei Kasumioji, ma Hitsugaya e la sua squadra non hanno ricevuto l'ordine. Hitsugaya affronta Amagai, dove entrambi usano il Shikai, mentre Rukia combatte contro Rangiku. |                   |                  |
| 186 | Ordine di attacco! Soppressione del clan Kasumioji 「出撃指令！霞大路家を制圧せよ」 - Shutsugeki shirei! Kasumiōji ka o seiatsu seyo | 3 settembre 2008  | 25 febbraio 2022 |
| 186 | L'ordine arriva e quindi Hitsugaya e Rangiku capiscono e non attaccano più. Rangiku, Rukia, Ikkaku, Renji, Yumichika e Iba combattono contro gli assassini che Kumoi aveva mandato contro Ichigo e compagni. Yamamoto già sapeva che Kumoi aveva molte Bakkōtō, però non ha mai potuto accusarlo senza prove valide, e quindi usava Ichigo per sapere se era vero o no. Kumoi prende la principessa con sé e prova a scappare, ma non ci riesce perché Yoruichi ha fatto una barriera e così egli non può più fuggire. Ichigo e Rukia lo raggiungono, e lui dice di non essere pazzo ma vuole solo diventare il capo dei Kasumioji e per farlo è disposto a tutto, e vuole anche diventare il capo di tutta la nobiltà della Soul Society. Amagai interviene ed uccide Kumoi, rivelando che il capo di tutto questo non era Kumoi ma lui, e fugge con la principessa. |                   |                  |
| 187 | L'ira di Ichigo e il segreto dell'assassino 「一護激怒！暗殺者の秘密」 - Ichigo gekido! Ansatsu sha no himitsu | 10 settembre 2008 | 25 febbraio 2022 |
| 187 | Amagai affronta Yamamoto. Ma prima deve sconfiggere Kenryu ed Enryu; entrambi usano lo Shikai ma non è abbastanza per vincerlo. Amagai dice a Yamamoto che lo vuole morto perché in passato ha ucciso suo padre, Shin'etsu Kisaragi, e che Yamamoto sapeva tutto riguardo alle Bakkutou, ma ha permesso alla famiglia dei Kasumioji di crearle in silenzio, ed il padre di Amagai, che aveva scoperto tutto, è stato ucciso da lui nonostante fosse un suo sottoposto. Amagai per questo cambiò nome e cognome, e dopo un paio di anni andò nella Soul Society sperando di essere eletto capitano, e alla fine ci riuscì, aspettando il momento propizio per attaccarlo, e la comparsa di Ichigo lo ha aiutato. Amagai vuole anche uccidere Rurichiyo perché è colpa dei Kasumioji se suo padre è morto, perché Kumoi fabbricava le armi, e se suo padre non lo avesse scoperto ora sarebbe vivo. Yamamoto rilascia il suo Shikai, ma è inefficace perché unendo i poteri delle Bakkōtō, Amagai fa in modo che i poteri delle Zanpakutō diventino inutili. Quindi sigilla i poteri di Yamamoto e fa in modo che non possa più attaccare, ed esegue il suo Bankai, Raika Gōenkaku. Yoruichi parla con Byakuya, Hitsugaya, Ukitake e Kyōraku dicendo che dietro tutto questo c'è Amagai, e che lui ha fatto finta di chiedere consigli ai capitani, aiutare i suoi Shinigami, unire gli allenamenti delle squadre per avere la loro fiducia, ha fatto tutto quello per ingannarli. Ichigo arriva ad aiutare Yamamoto e dice a Shūsuke che non gliene importa nulla della sua egoistica vendetta, poiché per colpa sua la principessa ha sofferto tantissimo, ed è stata rapita, e per poco non è stata uccisa; se avesse voluto vendicarsi non avrebbe dovuto coinvolgere così tante persone. |                   |                  |
| 188 | Duello! Amagai contro Ichigo 「決闘！天貝ＶＳ一護」 - Kettou! Amagai VS Ichigo | 17 settembre 2008 | 3 marzo 2022     |
| 188 | Ichigo inizia a combattere contro Amagai, e grazie al suo Hollow può combattere la Bakkōtō che annulla i poteri delle Zanpakutō, e così i due sono alla pari perché Amagai prende sempre di più energia dalla Bakkōtō. Amagai dice che lui è davvero determinato, che è rimasto in vita solo per poter poi eliminare Yamamoto. Con Gouen Ryuuga crea fuoco attorno a lui così da far in modo che il nemico sia circondato, colpisce Ichigo rompendo leggermente la maschera. Ichigo è determinato perché non vuole che Rurichiyo muoia, e usa il Getsuga Tenshō, ferendolo gravemente. Amagai dice che non ha paura di morire e farà di tutto pur di avere la sua vendetta, e usa ancora più potere della Bakkōtō per poter uccidere tutti. |                   |                  |
| 189 | L'orgoglio dello Shinigami decaduto 「堕ちた死神の誇り」 - Ochi ta shinigami no hokori | 7 ottobre 2008    | 25 febbraio 2022 |
| 189 | Amagai si sforza al massimo livello delle Bakkōtō, Ichigo viene colpito da un colpo nuovo di Amagai e sta per essere sconfitto, ma poi ritorna a combattere perché è troppo motivato a proteggere i suoi amici. Entrambi sferrano il colpo finale, e anche se Ichigo non ha più la maschera ha la meglio perché è troppo motivato e riesce a battere il suo avversario. Amagai riesce a pugnalare Yamamoto, e Yoruichi arriva e spiega tutta la storia del padre di Amagai, dicendo che era stato catturato dalla famiglia Kasumioji, e che ormai usava la Bakkōtō pure lui, e Yamamoto per salvarlo ha dovuto per forza ucciderlo. Amagai allora, sapendo questo, saluta il suo vice Kira, dicendo che è stato bello il periodo con lui e la Terza Divisione, e decide di morire con la sua Zanpakutō, nel fuoco. Shū dice ad Ichigo che è innamorato di Lurichiyo e che spera di sposarla un giorno. Rurichiyo, Kenryu ed Enryu ringraziano Ichigo per tutto quello che ha fatto, e Ichigo spera che si rincontreranno presto, e quando lei sarà in pericolo lui apparirà. Il tutto si conclude con Rurichiyo che saluta Ichigo e compagni, mentre la Zanpakutō e la veste da capitano di Amagai sono eretti in un memoriale nella collina del Seireitei, in suo onore. |                   |                  |

## DVD

### Giappone
Gli episodi della nona stagione di Bleach sono stati distribuiti in Giappone anche tramite DVD, quattro o cinque episodi per disco, da novembre 2008 a marzo 2009.
| Nº | Data             | Dischi | Episodi |
| -- | ---------------- | ------ | ------- |
| 1  | 26 novembre 2008 | 1      | 168-171 |
| 2  | 17 dicembre 2008 | 1      | 172-175 |
| 3  | 28 gennaio 2009  | 1      | 176-179 |
| 4  | 25 febbraio 2009 | 1      | 180-184 |
| 5  | 25 marzo 2009    | 1      | 185-189 |